# 大埔滘自然保護區
大埔滘自然保護區，又名大埔滘特別地區，是香港首個自然保護區，位於新界大埔區西南部的大埔滘，佔地約460公頃。區內的樹木品種超過一百種，並設有5條步行徑及1條長700米的自然教育徑。保護區入口位於大埔公路十四咪半近松仔園一帶。